# Мисури (щат)
 За реката вижте Мисури.  
Мисури (на английски: Missouri) е щат, разположен в Средния запад на САЩ. Той е на 21-во място по обща площ със 180 534 km² в САЩ и на 18-о място по брой население с 6 063 589 (2014 г.) от 50-те щата. Мисури е със 178 399 km² суша и 2135 km²[ неясно? ]. Най-големите урабанизирани територии са Метрополния регион на Канзас Сити, Голям Сейнт Луис, Метрополния регион на Спрингфийлд и Колумбия; столицата на щата е Джеферсън Сити, разположена приблизително в централната част на реката Мисури.

## География
Географията на Мисури е разнообразна. Северната част на щата е разчленена до равнини. Южната част е разположена в планината Озарк (с разделено плато), като река Мисури разделя двете му части. Щата се намира между пресечната точка на трите най-големи реки в Северна Америка. Това са вливането на реките Мисисипи и Мисури, река близо до Сейнт Луис,  и вливането на Охайо с Мисисипи северно от Бутхил. Мисури е отправна точка за историческите транспортни фирми от 19 в. Пони Експрес, Пътят Санта Фе и Орегонски път.
На север щата Мисури граничи с щата Айова, на юг – с Арканзас, на изток (през р. Мисисипи) – с Илинойс, Кентъки и Тенеси и на запад – с Канзас, Небраска и Оклахома.

## Икономика
По данни на Бюрото за икономически анализ през 2006 г. БВП на Мисури възлиза на $225,9 млрд. БВП на човек населението през 2006 г. възлиза на $32 705 (26-о място в страната). Основни отрасли на индустрията са: аерокосмическа, автотранспортна, хранителна, химическа, полиграфическа, производство на електрооборудване, лека и пивоварна. Селското стопанство на щата е специализирано в производството на говеждо месо, соя, свинско месо, млечни продукти, сено, царевица, птиче месо, сорго, памук, ориз и яйца. Мисури заема 6-о място в САЩ по брой на свинете и 7-о – на едър рогат добитък, 5-о място по производство на ориз.
Мисури притежава огромни запаси от варовик. Така също в щата се добиват олово, въглища, трошен камък.
В щата Мисури активно се развива науката и биотехнологиите. В Сент Луис се намира управлението на най-голямата компания в областта на генното инженерство – Monsanto.

## Градове
- Бътлър
- Джеферсън Сити
- Източен Сейнт Луис
- Канзас Сити
- Невада
- Сейнт Джоузеф
- Сейнт Луис

## Окръзи
Мисури се състои от 114 окръга и един независим град – Сейнт Луис:
1. Адеър
2. Айрън
3. Андрю
4. Атчисън
5. Бартън
6. Бейтс
7. Бентън
8. Бери
9. Болинджър
10. Бун
11. Бътлър
12. Бюканън
13. Вашингтон
14. Върнън
15. Гаскънейд
16. Грийн
17. Грънди
18. Далас
19. Дейвис
20. Дейд
21. Дент
22. Джаксън
23. Джаспър
24. Джентри
25. Джеферсън
26. Джонсън
27. Дикалб
28. Дъглас
29. Дънклин
30. Камдън
31. Картър
32. Кас
33. Кейп Жирардо
34. Керъл
35. Кларк
36. Клей
37. Клинтън
38. Колдуел
39. Колъуей
40. Коул
41. Крисчън
42. Кроуфорд
43. Купър
44. Лаклид
45. Лафайет
46. Ливингстън
47. Лин
48. Линкълн
49. Лорънс
50. Луис
51. Макдоналд
52. Мариън
53. Медисън
54. Мейкън
55. Мерис
56. Милър
57. Мисисипи
58. Монито
59. Монро
60. Монтгомъри
61. Морган
62. Мърсър
63. Нодъуей
64. Нокс
65. Ню Мадрид
66. Нютън
67. Одрейн
68. Озарк
69. Орегон
70. Осейдж
71. Пайк
72. Пемискот
73. Пери
74. Петис
75. Плат
76. Пуласки
77. Путнъм
78. Полк
79. Райт
80. Рандолф
81. Рей
82. Рейнолдс
83. Рипли
84. Ролс
85. Салин
86. Сейнт Дженевив
87. Сейнт Луис
88. Сейнт Клеър
89. Сейнт Франсоа
90. Сейнт Чарлз
91. Сидър
92. Скот
93. Скотлънд
94. Стодърд
95. Стоун
96. Съливан
97. Тейни
98. Тексас
99. Уебстър
100. Уейн
101. Уорън
102. Уърт
103. Фелпс
104. Франклин
105. Харисън
106. Хауъл
107. Хауърд
108. Хенри
109. Хикъри
110. Холт
111. Шанън
112. Шаритън
113. Шелби
114. Шуйлър